# 세실 샤미나드
세실 루이즈 스테파니 샤미나드 (Cécile Louise Stéphanie Chaminade, 1857년 8월 8일 ~ 1944년 4월 13일)는 프랑스의 작곡가이자 피아니스트이다. 1913년 그녀는 여성 작곡가로서는 처음으로 레지옹 도뇌르를 수상했다. 앙브루아즈 토마는 "이 사람은 작곡을 하는 여성이 아니라 여성인 작곡가다"라고 말했다.

## 전기
파리에서 태어나, 그녀의 어머니와 함께 처음 공부하였고, 다음에는 펠릭스 르 쿠페와 피아노, 마리 가브리엘 아우구스틴 사바르, 마틴 피에르 마시크와 바이올린, 그리고 벤자민 고다드와 음악 작곡을 공부하였다.

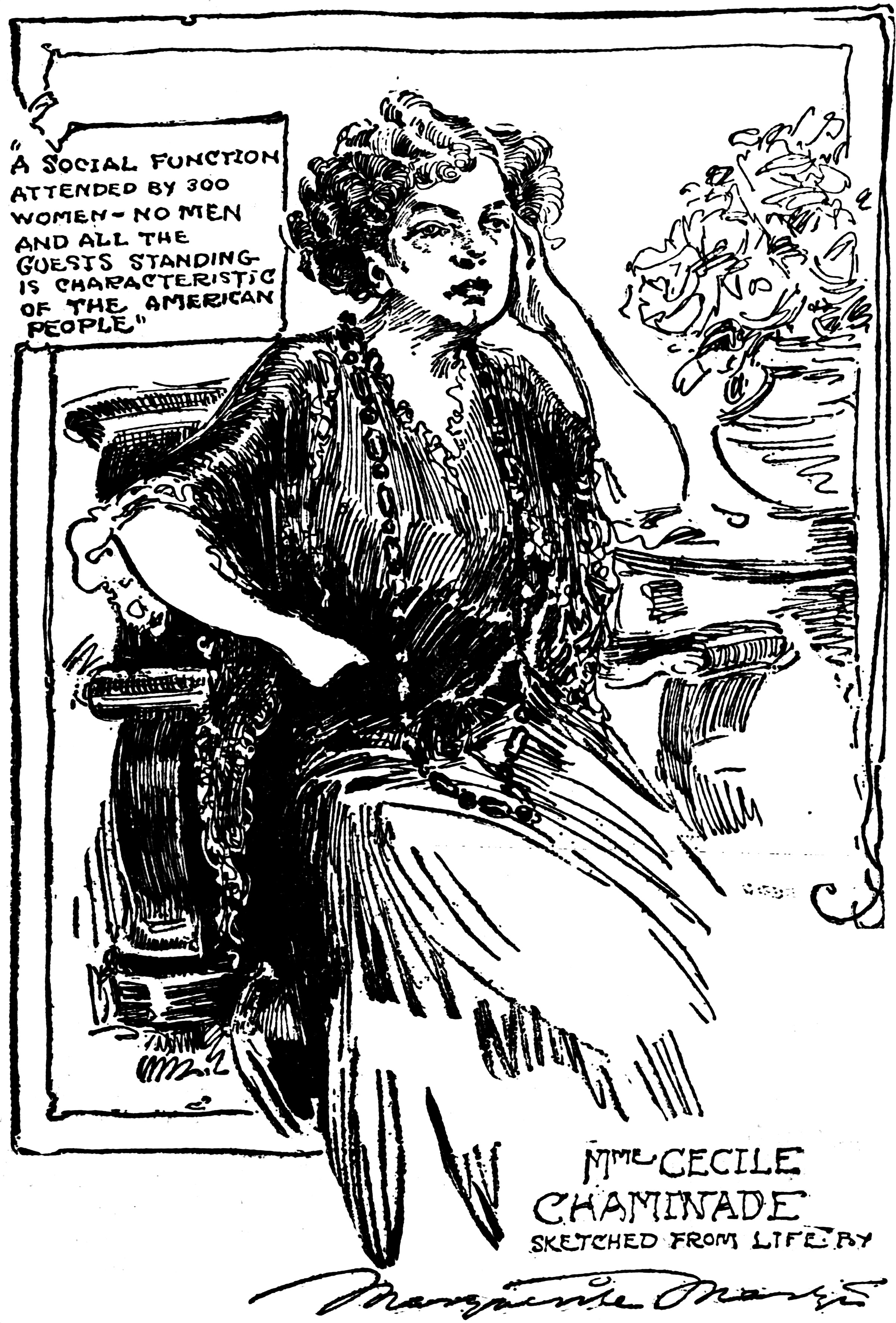
1908년 11월 Marguerite Martyn이 St. Louis에서 스케치한 샤미나드

작곡에 대한 그녀의 첫 번째 실험은 아주 초기에 이루어졌으며 그녀의 음악 중 일부를 그녀의 재능에 깊은 감명을 받은 조르주 비제에게 연주했다. 그녀는 18세에 첫 콘서트를 가졌고, 그때부터 작곡가로서의 그녀의 작업은 꾸준히 인기를 얻었다. 그녀는 대부분 피아노와 살롱 노래를 위한 캐릭터 곡을 썼으며 거의 모든 것이 출판되었다. 그러나 그녀의 협주곡 Op. 107은 플루트 레퍼토리의 중요한 부분이다.
그녀는 초기에 여러 번 프랑스를 여행했으며 1892년 그녀의 작품이 매우 인기가 있었던 영국에서 데뷔했다. 파리 음악원의 피아노 학과장인 이시도르 필립(Isidor Philipp)은 그녀의 작품을 옹호했다. 그녀는 1890년대에 반복적으로 영국으로 돌아와서 여러 가수들과 함께 초연을 했지만 이 활동은 1899년 이후 나쁜 비평으로 인해 감소했다.
샤미나드는 1901년 마르세유 출신의 음악 출판사인 루이-마티외 카르보넬과 결혼했으며, 그의 고령으로 인해 결혼 생활은 편리 하다는 소문이 돌았다. 그는 1907년에 사망했고 샤미나드는 재혼하지 않았다.
1908년에 그녀는 미국을 방문하여 열렬한 환영을 받았다. 그녀의 작곡은 미국 대중에게 엄청난 인기를 끌었고 스카프 댄스 나 발레 1번 과 같은 작품은 당시 피아노 음악을 사랑하는 많은 사람들의 음악 라이브러리에서 찾을 수 있었다. 그녀는 구성 Konzertstück을 피아노와 오케스트라, 위해 발레 음악 Callirhoé 및 기타 오케스트라 작품. Silver Ring 및 Ritournelle 과 같은 그녀의 노래도 큰 인기를 얻었다. 앙브루아즈 토마는 샤미나드에 대해 이렇게 말했다. "이 사람은 작곡을 하는 여성이 아니라 여성인 작곡가이다." 1913년에 그녀는 여성 작곡가로서는 처음 레지옹 도뇌르 훈장을 받았다. 1901년 11월 런던에서 그녀는 Gramophone and Typewriter Company를 위해 작곡한 7곡을 축음기로 녹음했다. 이것은 컴팩트 디스크로 재발행되었지만 수집가들이 가장 많이 찾는 피아노 녹음 중 하나이다. 제1차 세계 대전 전후에 샤미나드는 피아노 롤을 녹음했지만 나이가 들어감에 따라 작곡도 점점 줄어들었고 1944년 4월 13일 몬테카를로에서 세상을 떠났고 그곳에서 처음 묻혔다. 샤미나드는 현재 파리의 Passy Cemetery에 묻혔다.
와 함께 20세기 후반에 불명확한 상태가 되었고, 그녀의 피아노 작품과 노래는 대부분 잊혀졌다. 1902년 파리 음악원 콩쿠르를 위해 작곡된 샤미나드는 플루트 협주곡 D장조 Op. 107은 오늘날 그녀의 가장 인기 있는 작품이다.

## 중요 작품

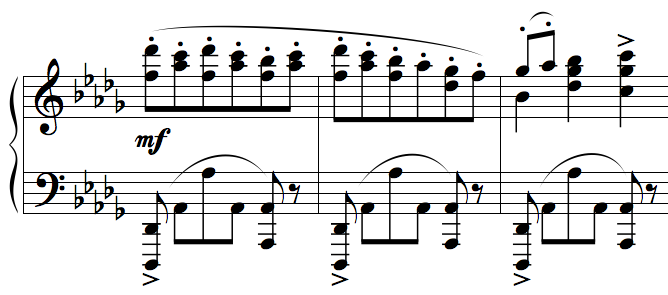
Lolita (Caprice espagnol) Op. 54

### 오페라
- Op. 19 La Sévillane, comic opera (1882)

### 오케스트라
- Op. 20 Suite d'Orchestre (1881)
- Op. 26 Symphonie Dramatique Les Amazones" (1884)
- Op. 37 Callirhoë, ballet symphonique (1888)
- Op. 40 Konzertstück in C-sharp minor for piano and orchestra (1888)
- Op. 107 Concertino for flute and orchestra in D major (1902)

### 피아노
- Op. 21 Piano Sonata in C minor (1893)
- Op. 35 Six Études de Concert (Enoch) (1886)
- Op. 54 Lolita. Caprice espagnol (Enoch) 1890
- Op. 89 Thème varié (1898)
- Op. 120 Variations sur un thème original (1906)
- Op. 117 Duo Symphonique for 2 pianos (1905)
- Op. 123 Album des enfants, première série (1906)
- Op. 126 Album des enfants, deuxième série (1907)
- Op. 165 Nocturne in B Major (1925)

### Piano Duets
- Op. 55  Six Pièces Romantiques, Op. 55 (1890)

### Two Pianos Four Hands
- Op. 19 La Sevillane
- Op. 36 Deux Pièces for 2 Pianos,
- Op. 59 Andante et Scherzettino
- Op. 73 Valse Carnavalesque(1894)
- Op.117 Duo Symphonique
- WU 19 Marche Hongroise (1880),unpublished

### 실내악
- Op. 11 Piano Trio No. 1 in G minor (1880)
- Op. 34 Piano Trio No. 2 in A minor (1886)
- Op. 142 Sérénade aux étoiles for Flute and Piano (1911?)

### 노래
- "Chanson slave" (1890)
- "Les rêves" (1891)
- "Te souviens-tu?" (1878)
- "Auprès de ma mie" (1888)
- "Voisinage" (1888)
- "Nice la belle" (1889)
- "Rosemonde" (1878)
- "L'anneau d'argent" (1891)
- "Plaintes d'amour" (1891)
- "Viens, mon bien-aimé" (1892)
- "L'Amour captif" (1893)
- "Ma première lettre" (1893)
- "Malgré nous" (1893)
- "Si j'étais jardinier" (1893)
- "L'Été" (1894)
- "Mignonne" (1894)
- "Sombrero" (1894)
- "Villanelle" (1894)
- "Espoir" (1895)
- "Ronde d'amour" (1895)
- "Chanson triste" (1898)
- "Mots d'amour" (1898)
- "Alléluia" (1901)
- "Écrin" (1902)
- "Bonne humeur!" (1903)
- "Menuet" (1904)
- "La lune paresseuse" (1905)
- "Je voudrais" (1912)
- "Attente (Au pays de provence)" (1914)